# نقش‌برجسته

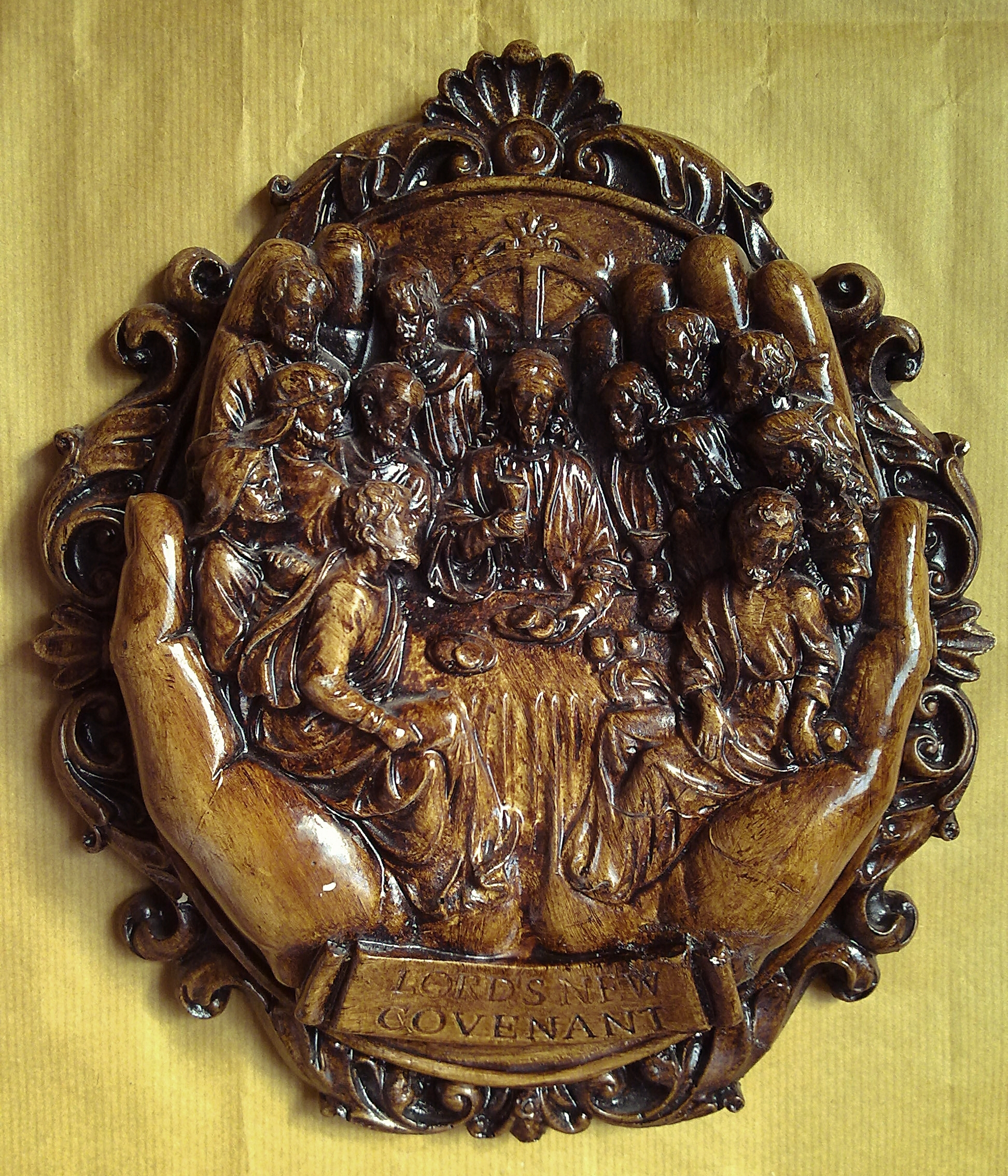
نقش‌برجسته از عیسی و حواریون، ساخته شده از گچ

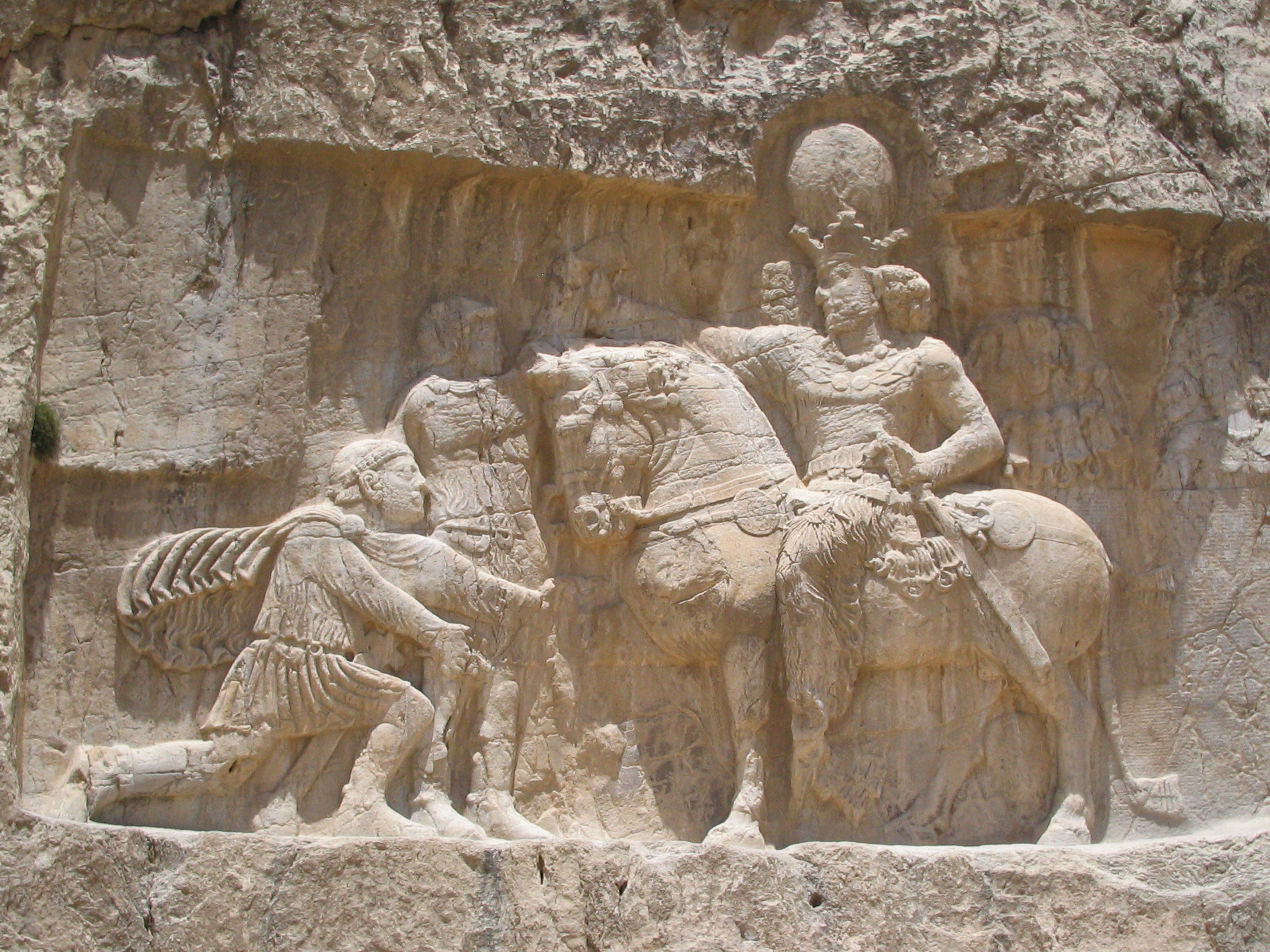
نقش‌برجسته‌ای در نقش رستم که غلبهٔ شاپور اول بر والرین و فیلیپ عرب را به تصویر کشیده که والرین امپراتور روم در مقابل شاپور یکم شاه ایران زانو زده‌است

نقش‌برجسته یا نقش بیرون‌جسته، حجمی است از یک سو بسته و محدود که در آن اشیاء کم‌وبیش به صورت برآمده از سطح نمایش داده شوند. روی هم‌رفته نقش‌برجسته حالتی میان مجسمه‌سازی و نقاشی دارد؛ که معمولاً بدون رنگ‌پردازی ساخته می‌شوند.

## نگارخانه

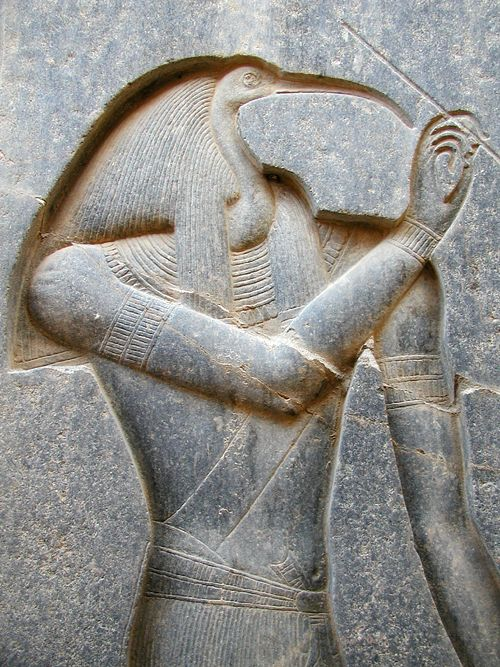
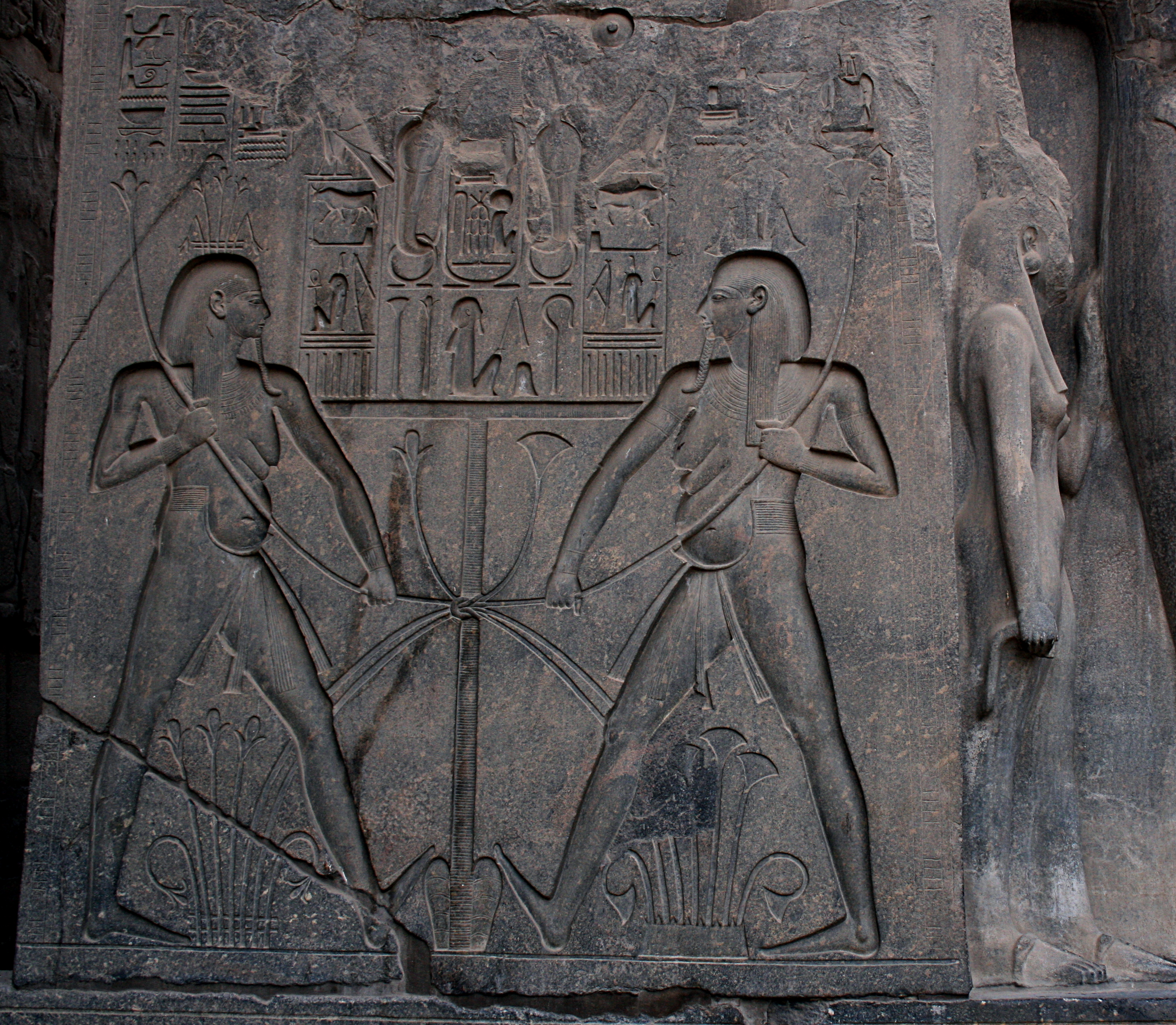
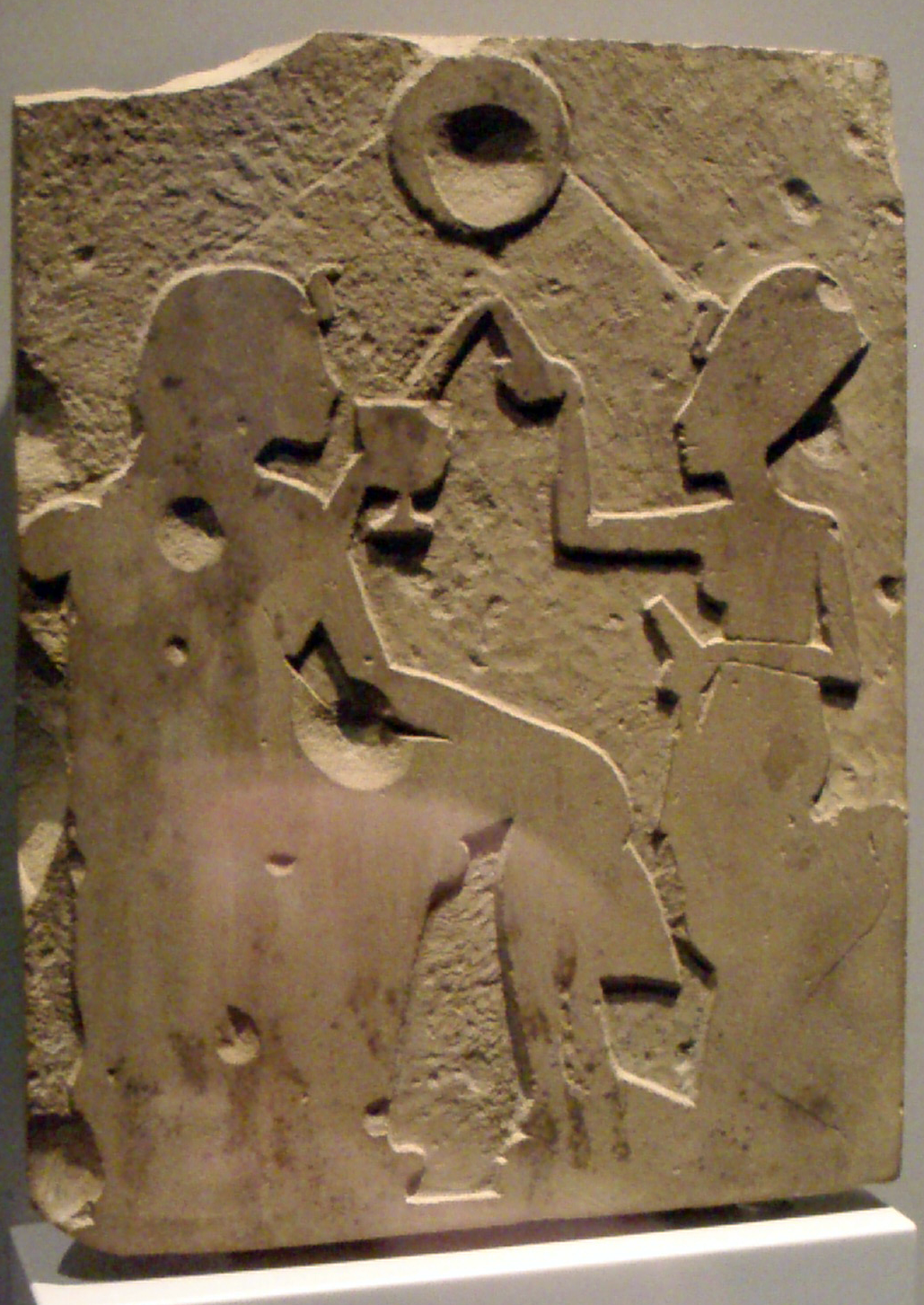
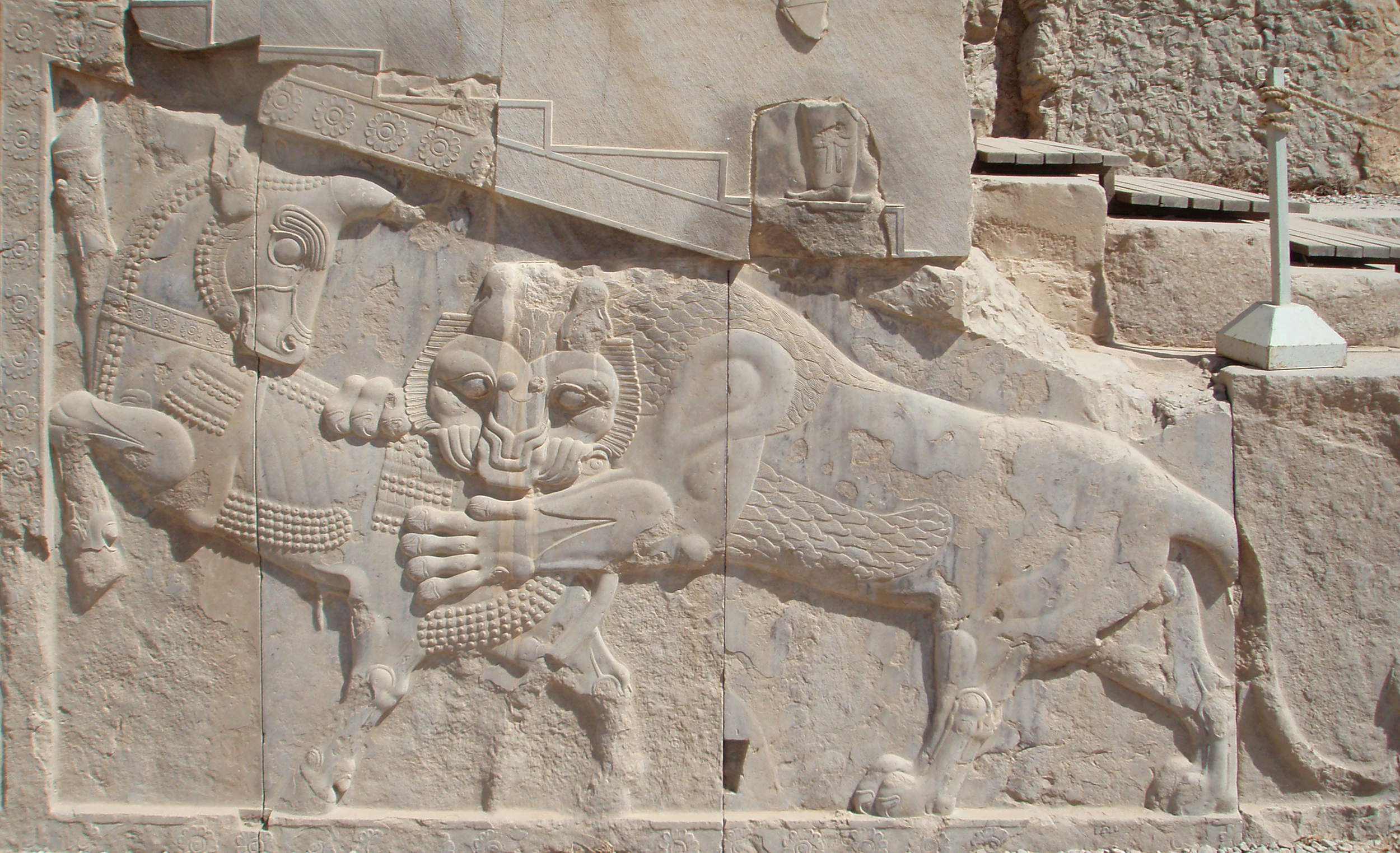
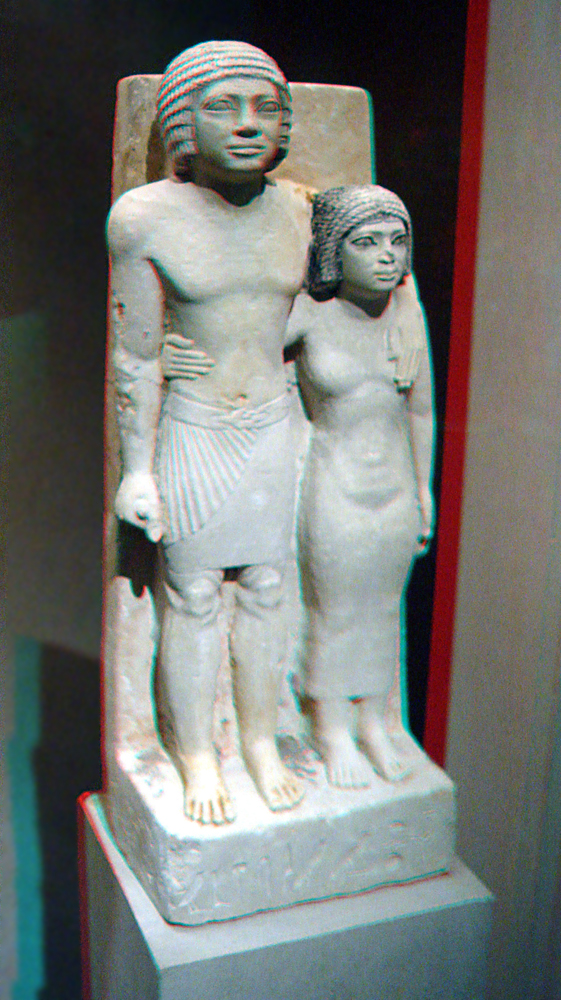
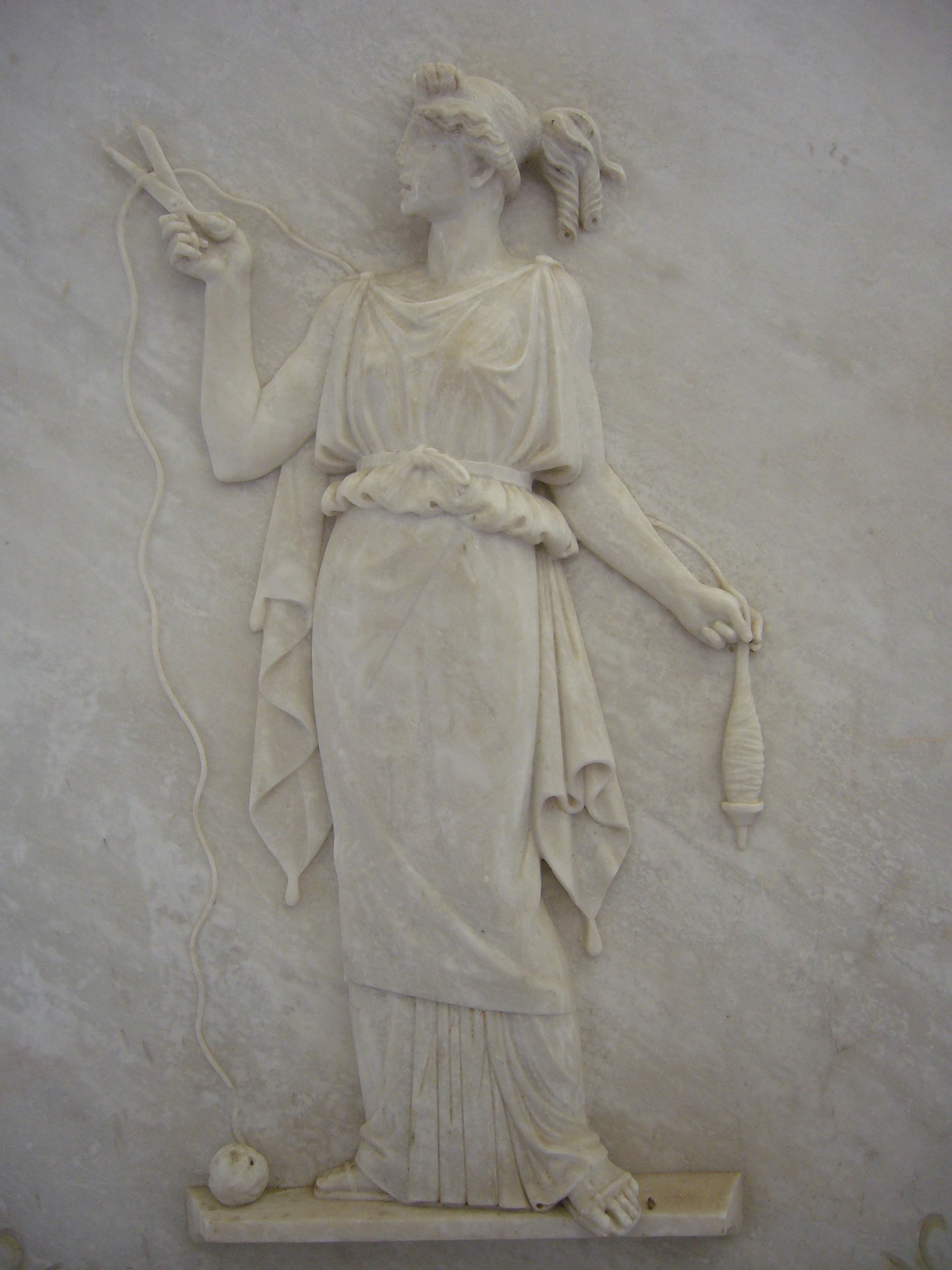
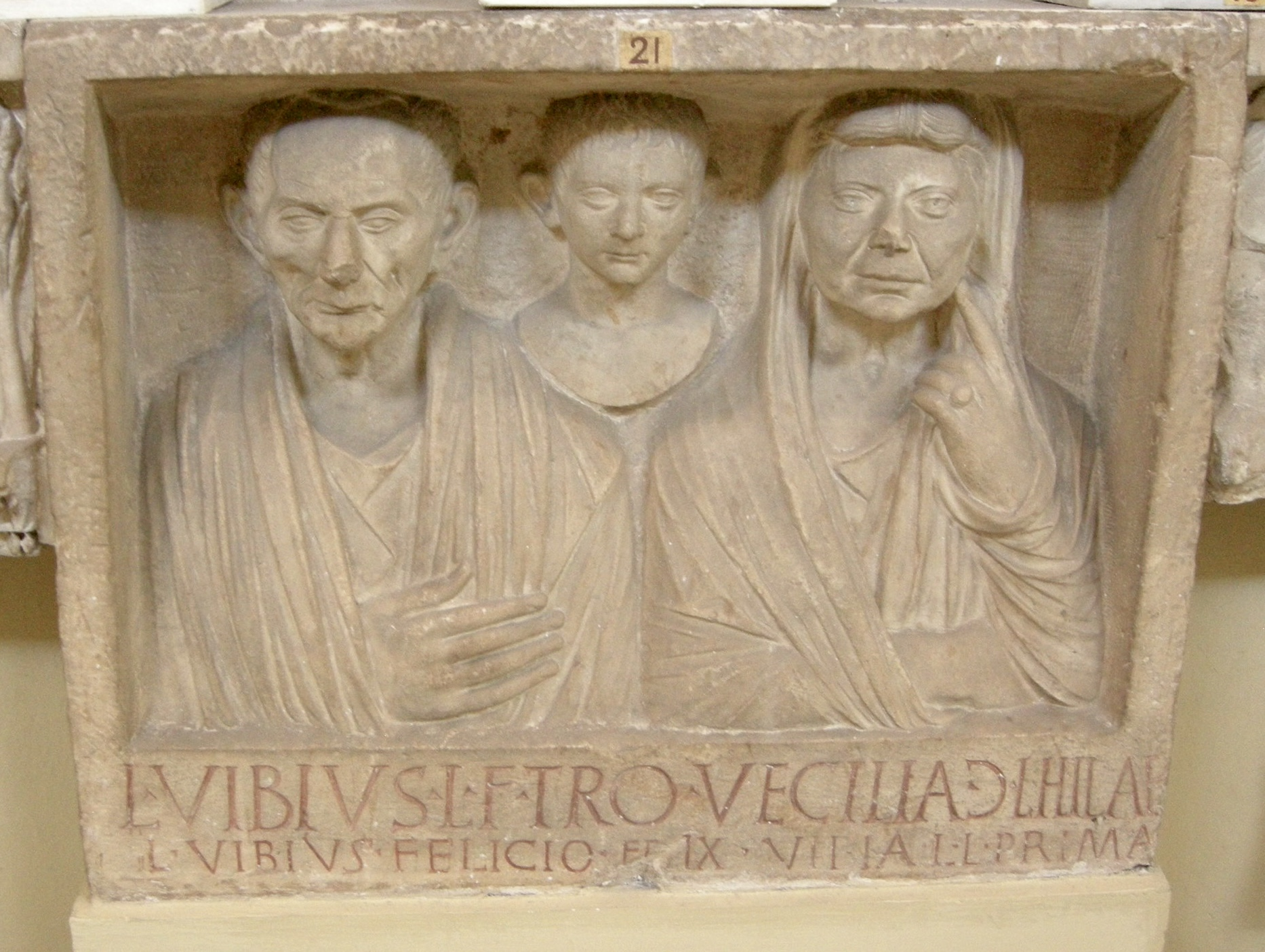
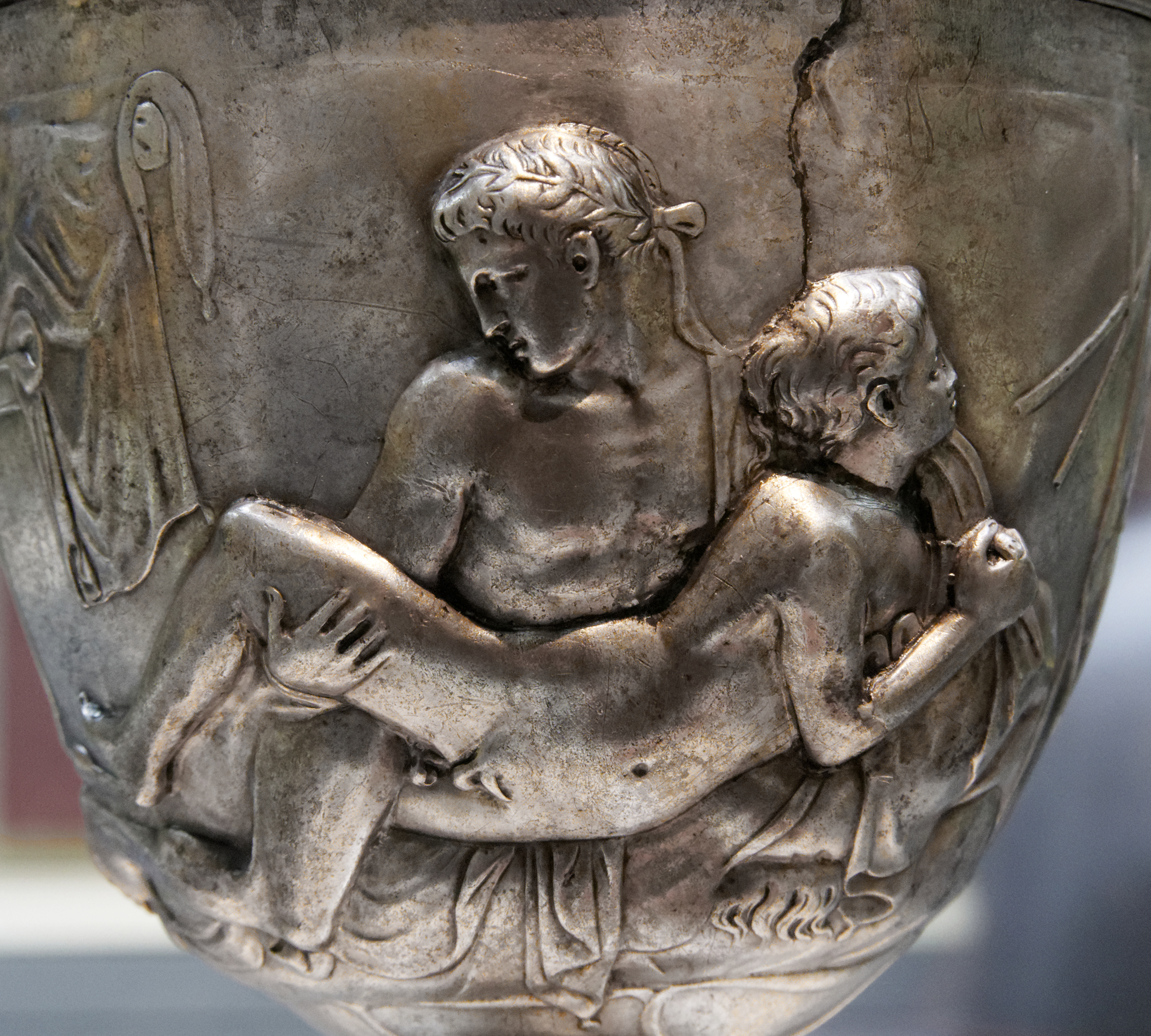
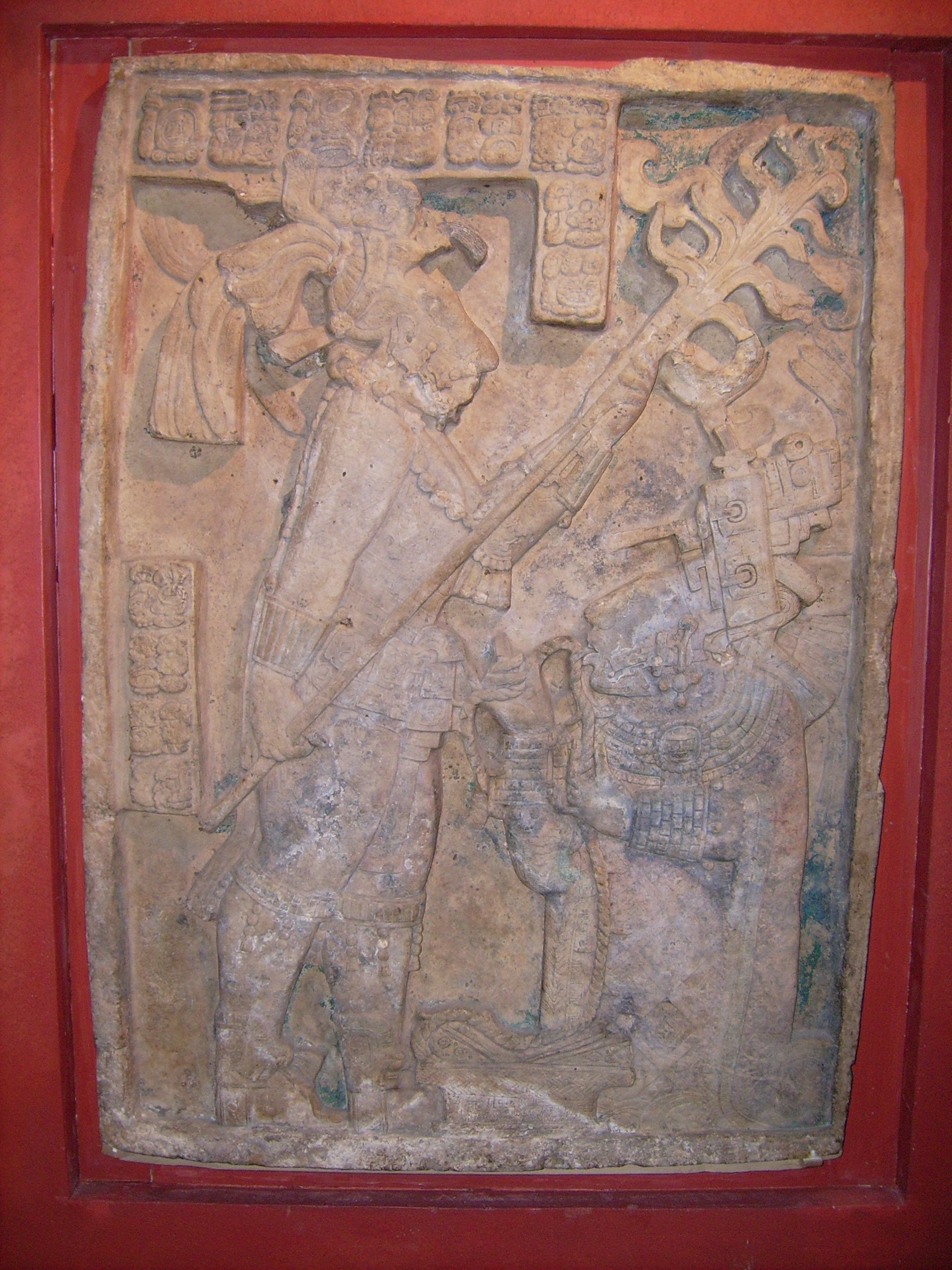
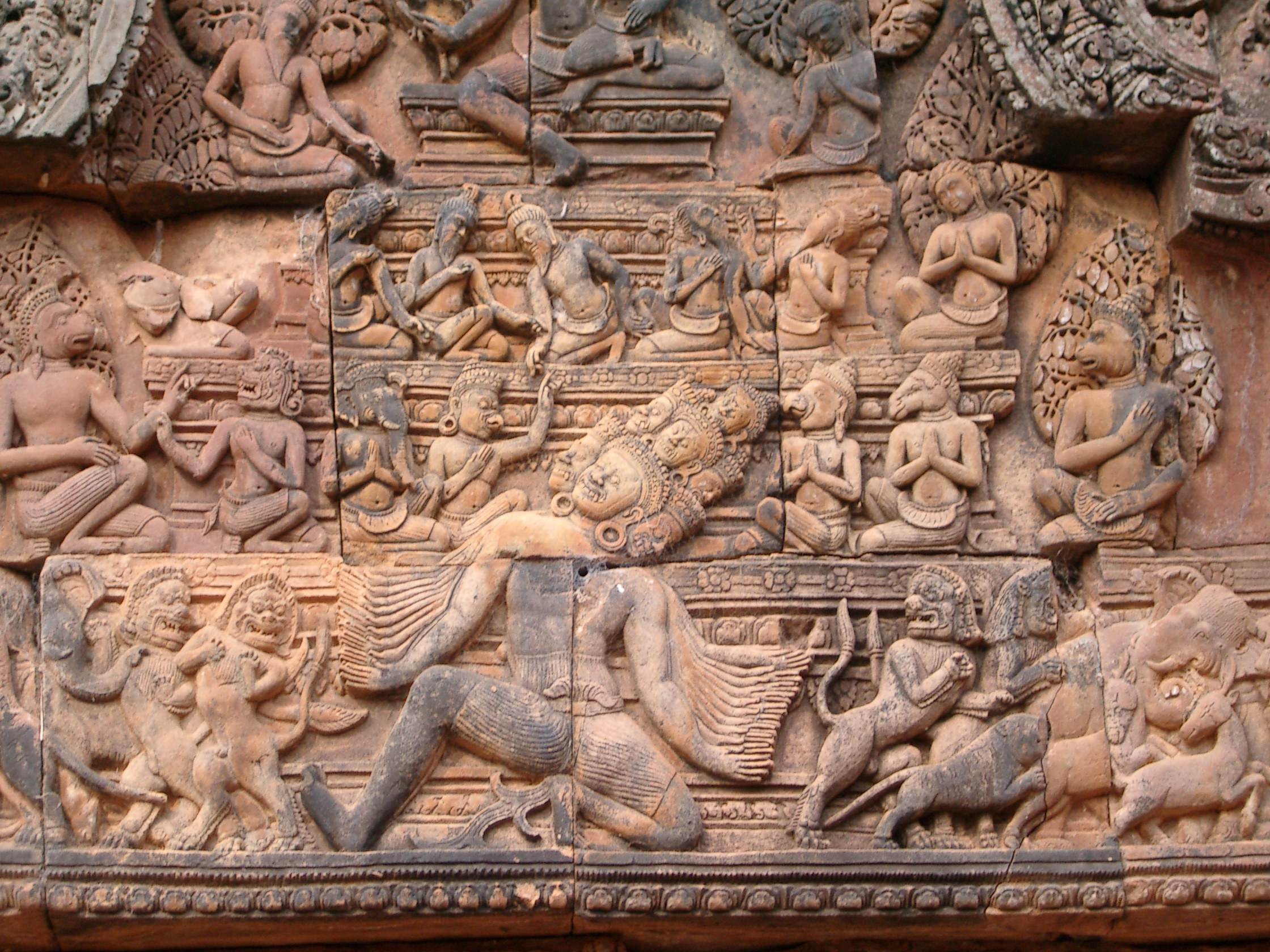
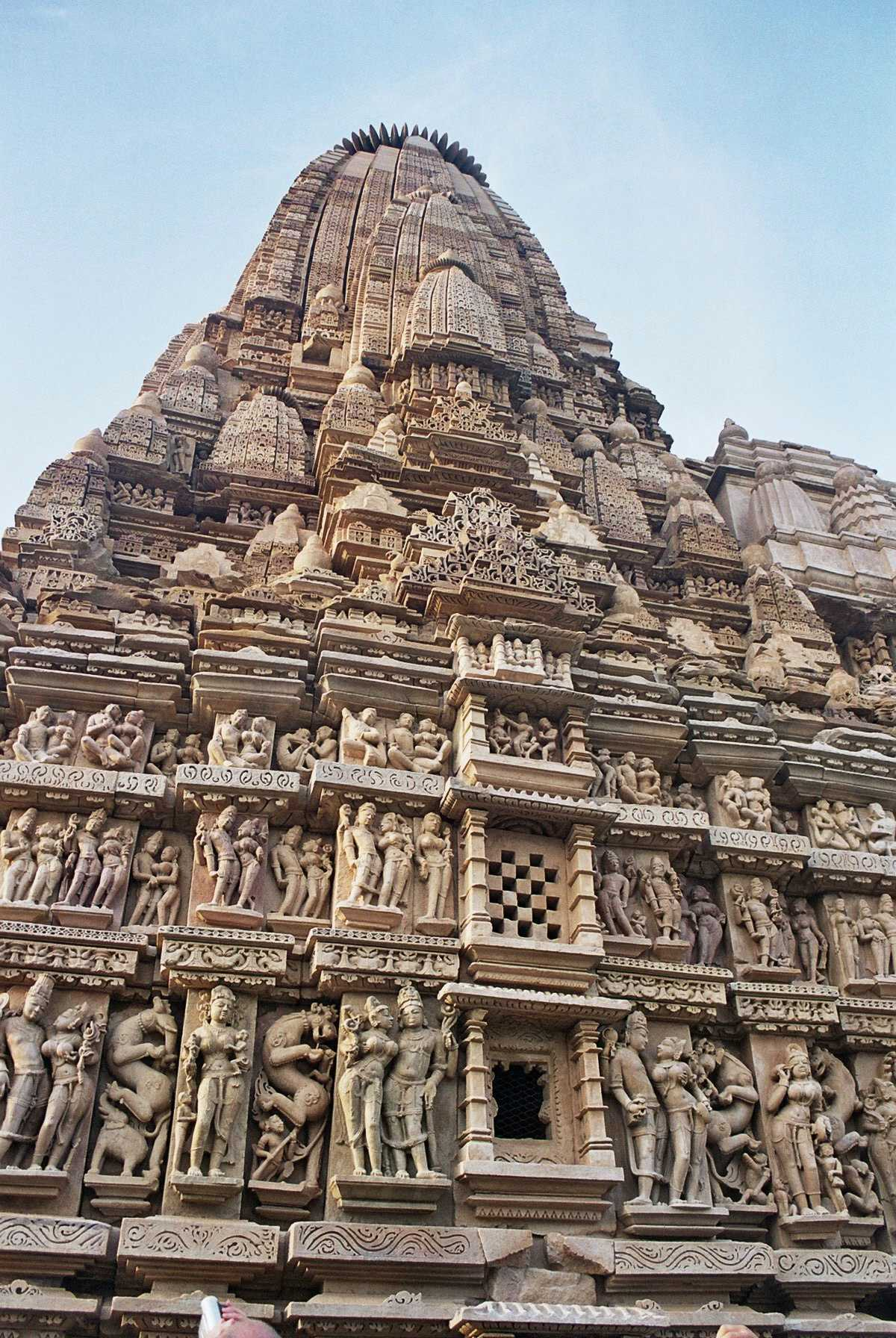
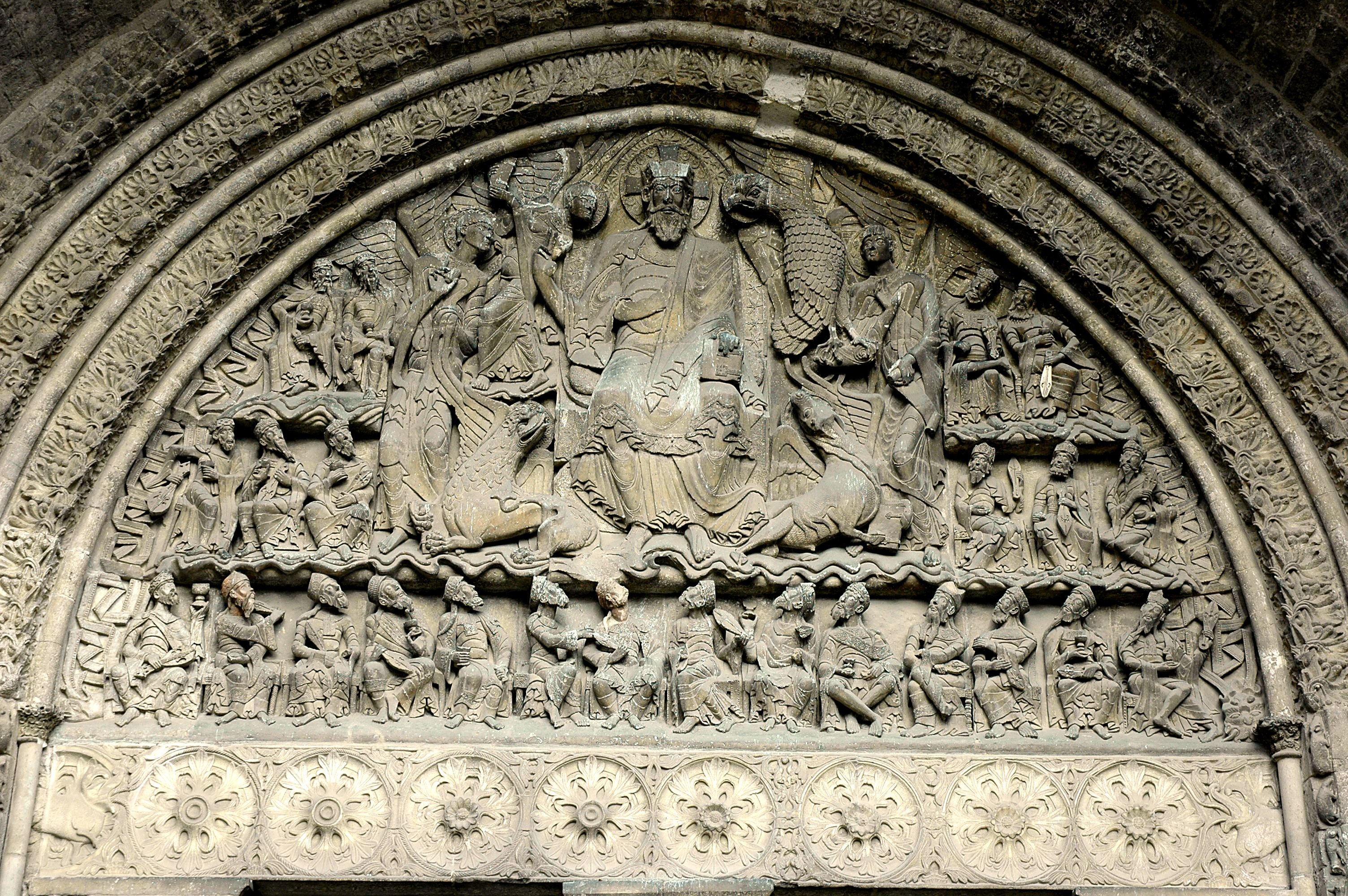
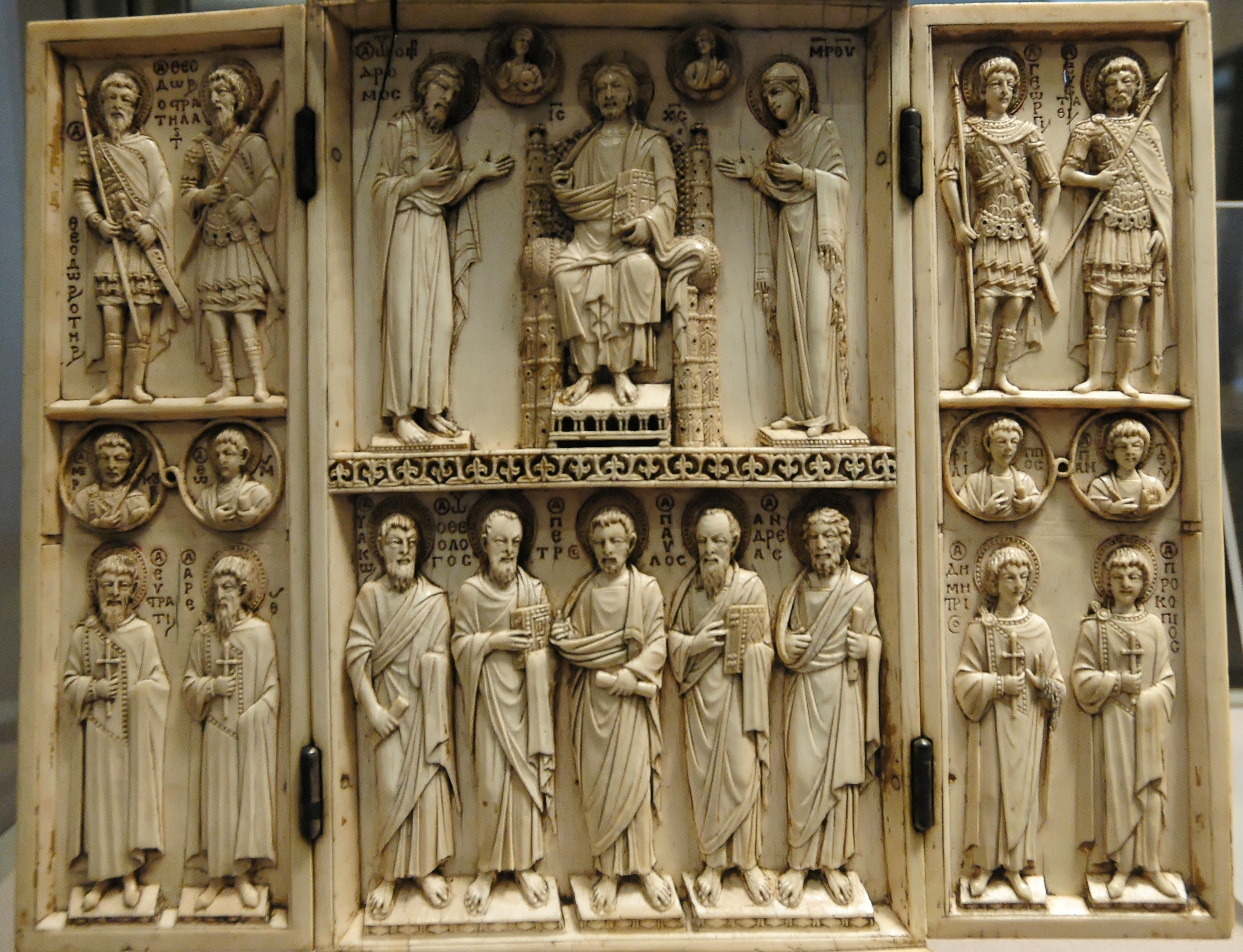
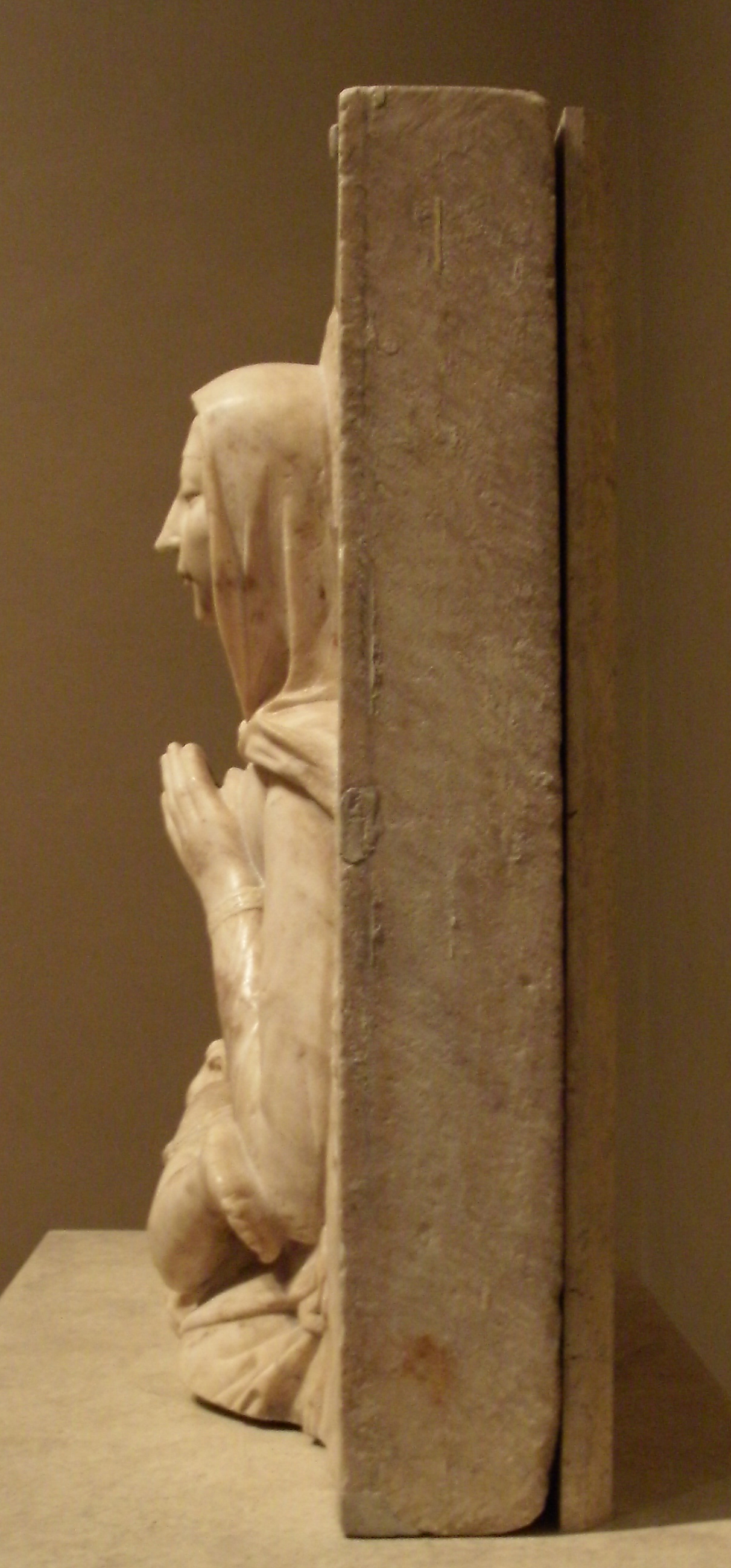
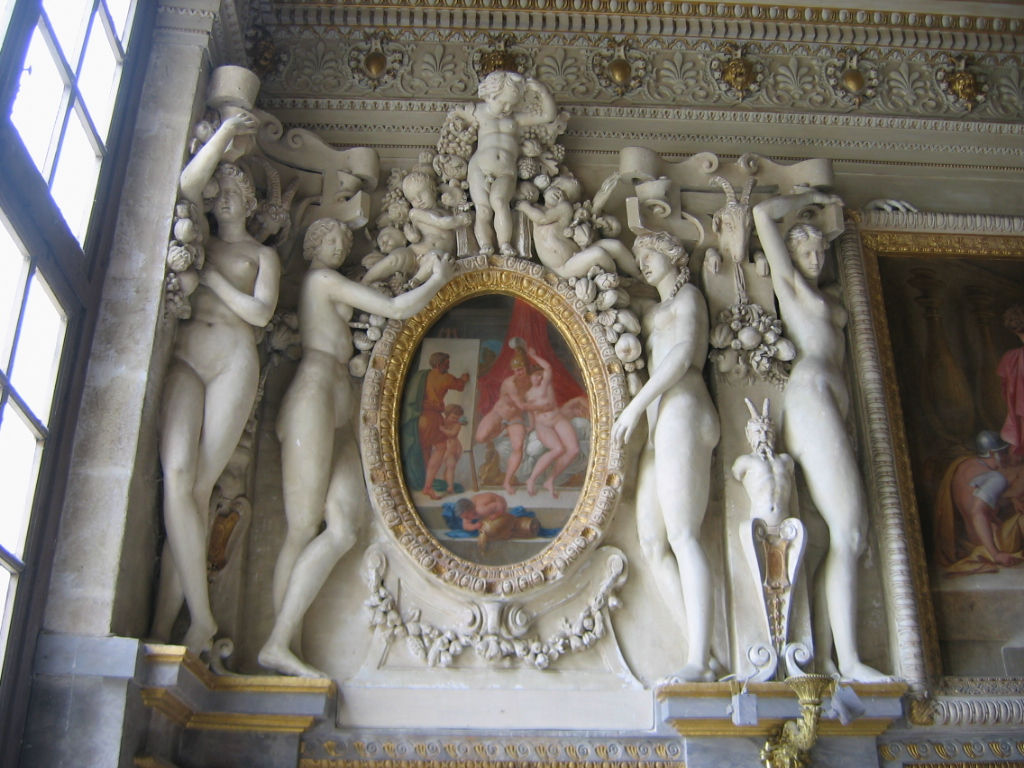
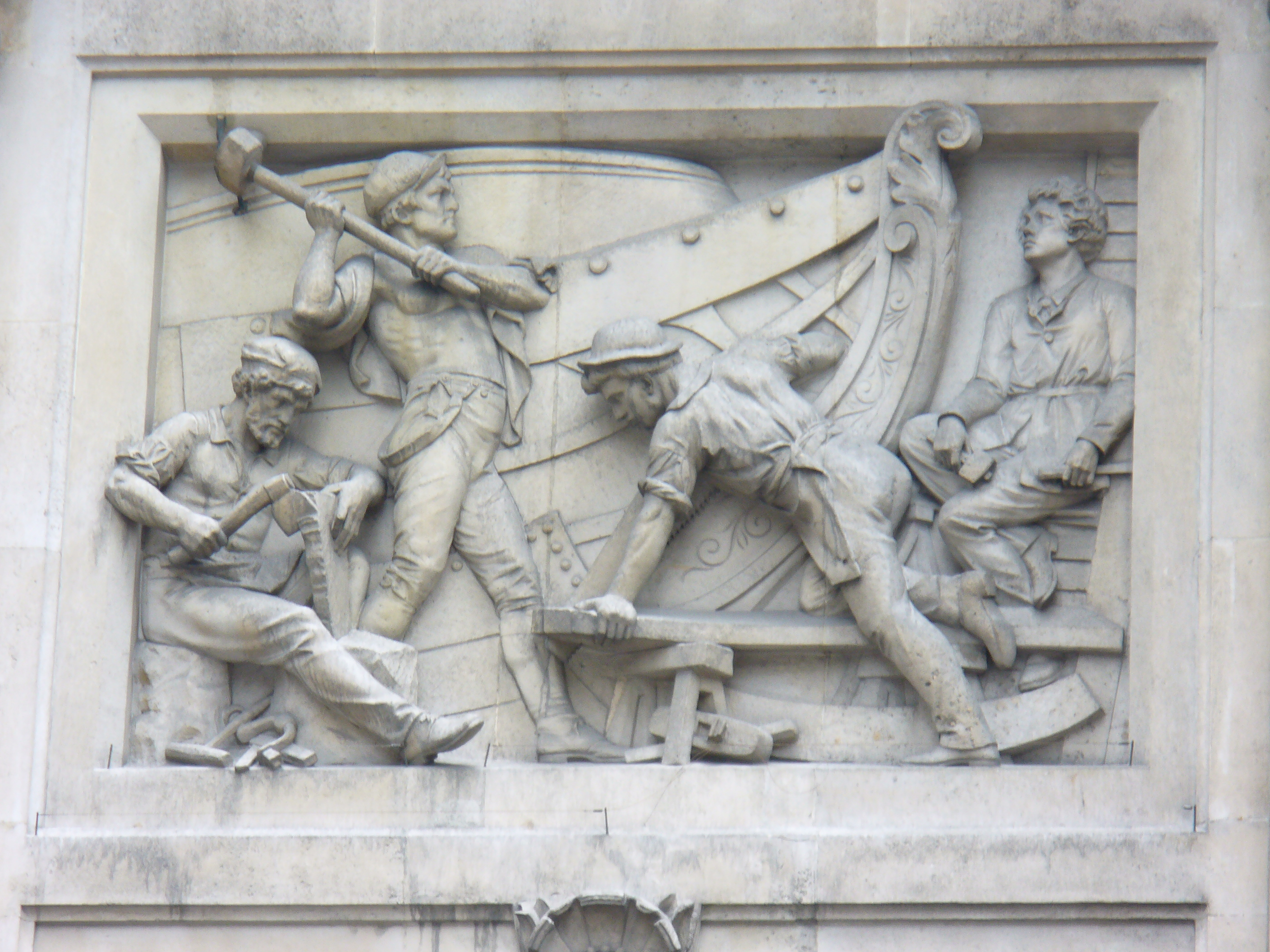
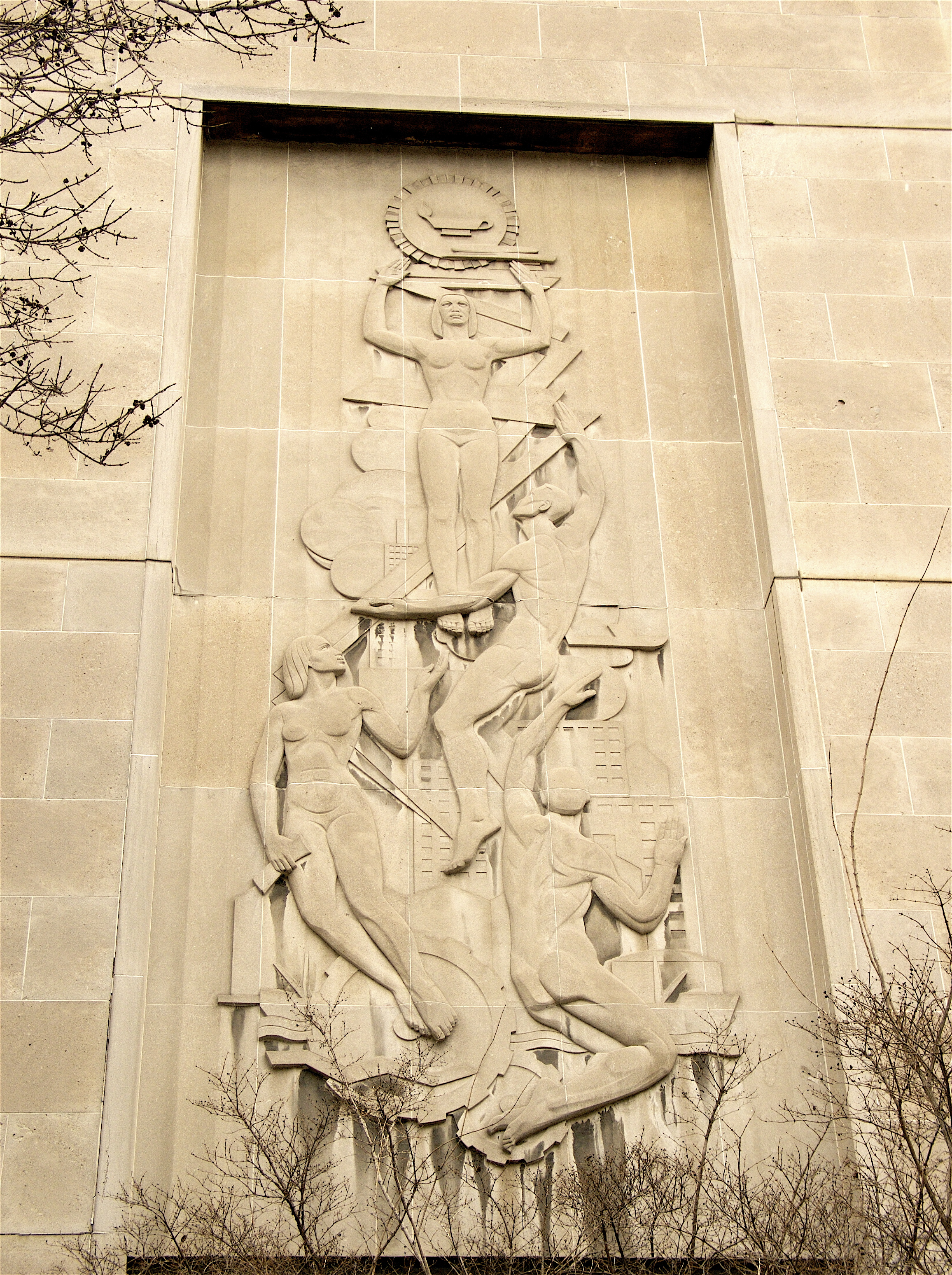
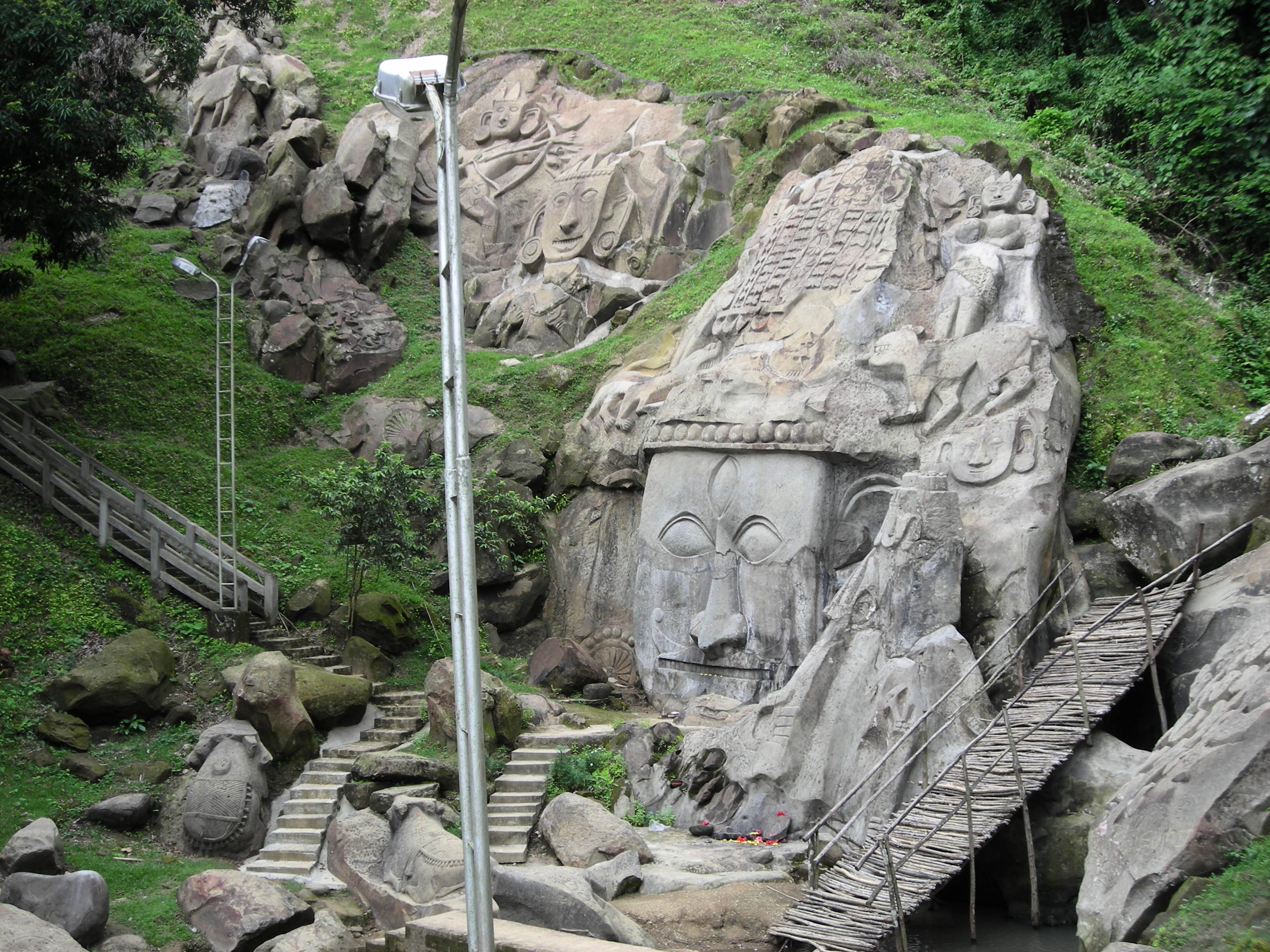